# 활동 은하핵

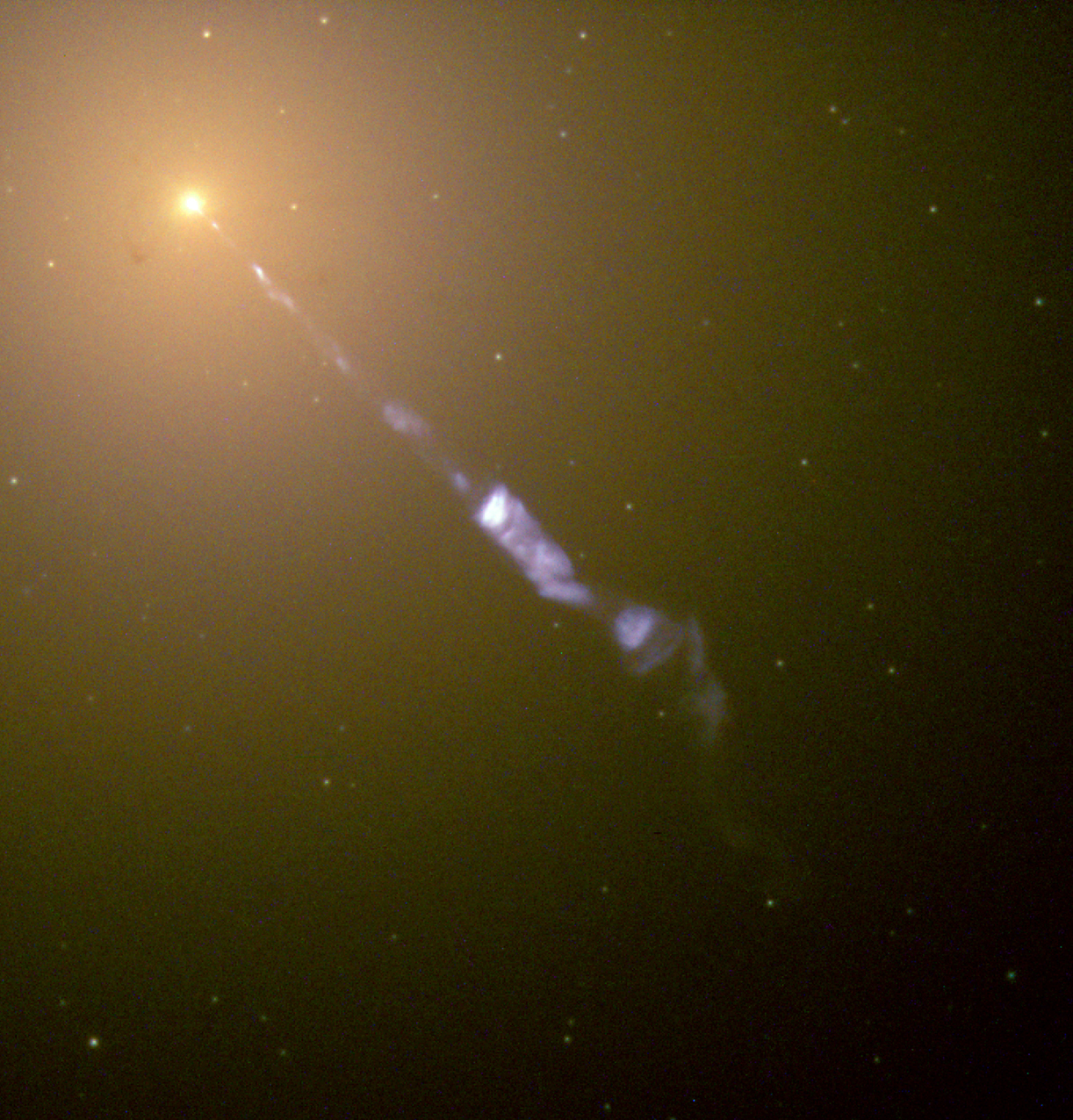
허블 우주 망원경이 잡은 처녀자리 A 은하에서 뻗어나오는 제트의 모습.

활동 은하핵(活動 銀河核, active galactic nucleus; AGN)은 전자기 스펙트럼의 일부, 또는 모든 대역에서 보통 이상의 광도를 내는 은하의 중심에 존재하는 컴팩트한 영역이다. 활동 은하핵이 있는 은하는 전파, 마이크로파, 적외선, 가시광선, 자외선, 엑스선, 감마선 등 다양한 파장에서 대량의 에너지를 방출한다. AGN을 품고 있는 은하를 활동 은하(活動銀河, active galaxy)라고 한다. AGN의 전자기 복사는 은하 중심의 초대질량 블랙홀 주위로 질량이 강착 됨으로써 발생하는 것으로 생각되고 있다. AGN은 우주에서 가장 밝고 지속적인 광원들 중 하나로서, 멀리 떨어진 천체의 발견에 도움을 줄 뿐만 아니라, AGN의 진화를 살펴봄으로써 우주론에도 기여할 수 있다.

## 활동 은하핵 모형
AGN의 동력은 초대질량 블랙홀(106 to 1010 M⊙)에 물질이 강착되어 발생하는 것이라는 견해가 오랫 동안 논의되고 있다. AGN은 크기가 매우 작으며 지속적으로 매우 높은 광도의 에너지를 방출한다. 물질이 강착되면 위치에너지와 운동에너지가 방사선 복사로 전환되는데, 질량이 매우 거대한 블랙홀은 에딩턴 광도가 높아서 지속적으로 큰 광도로 복사선을 방출할 수 있다. 현재 질량이 큰 은하들은 모두 또는 대부분 중심에 초대질량 블랙홀을 품고 있는 것으로 생각된다. 그 증거는 블랙홀의 질량과 은하팽대부의 속도 분산 사이의 상관관계(M-시그마 관계)이다.

### 강착 원반
AGN의 표준 모형에서, 블랙홀 근처의 차가운 물질들은 강착 원반을 형성한다. 강착 원반에서 물질은 안으로, 각운동량은 밖으로 향하며 에너지가 흩어지는 과정에서 강착 원반이 뜨거워지게 된다. 강착 원반의 스펙트럼은 가시광-자외선 대역에서 최고값을 찍는다. 그리고 강착 원반 위로 뜨거운 물질들이 코로나를 형성하는데, 이 코로나는 역(逆) 콤프턴 산란을 일으켜 광자의 에너지를 엑스선 대역까지 올려버릴 수 있다. 강착원반에서 방출되는 복사선은 블랙홀 근처의 차가운 원자 물질을 들뜨게 만들고, 물질이 원래 상태로 돌아오면서 특징적인 방출선이 만들어진다. AGN이 방출하는 복사선의 대부분은 강착 원반 바로 근처의 성간 가스 및 성간진에 흡수되지만, 시간이 지나면 다른 대역, 대개 적외선으로 재방출된다.

### 상대론적 제트
일부 강착원반은 한 쌍의 제트를 만들어낸다. 제트는 매우 빠른 고지향성 흐름으로, 원반 가까이에서 시작하여 양 반대쪽으로 진행한다. 제트의 방향은 강착원반의 각운동량 축선 또는 블랙홀의 회전축에 의해 결정된다. 천문 기기의 한계로 인해 제트가 만들어지는 기작과 제트의 정확한 성분 조성은 현재로서는 정확히 밝혀져 있지 않다. 때문에 제트 생산에 관한 다양한 이론적 모델이 제기되어 있음에도 그 중 무엇 하나를 지지하는 증거는 충분히 존재하지 않는다. 제트는 전파 대역에서 가장 두드러진 관측 효과를 나타내며, 초장기선 관측계를 사용해 싱크로트론 복사를 연구할 수도 있다. 다만 제트는 전파에서 감마선까지 모든 파장의 빛을 방출한다. 때문에 제트는 AGN을 볼 때 관측되는 연속 복사의 원인 중 하나로도 꼽힌다.

## 관측적 특징
AGN을 규정할 수 있는 단일한 관측적 특징은 없다. 아래 목록은 지금까지 AGN으로 밝혀진 천체들의 중요한 특징들을 열거한 것이다.
- 핵 광연속 복사 방출(nuclear optical continuum emission). 강착 원반을 직시할 수 있는 각도라면 항상 보인다. 제트 또한 이 방출에 기여할 수 있다. 광방출은 파장과 대략적인 거듭제곱 관계에 있다.
- 핵 적외선 방출(Nuclear infra-red emission). 강착원반의 방향이 어떻든 간에 항상 보인다. 은하핵 주위의 기체와 먼지가 빛을 흡수했다가 재방출해서 보이는 빛이다. 열복사이기 때문에 제트나 원반과 관련된 방출과는 구분할 수 있다.
- 넓은 광 방출선(Broad optical emission lines). 중심 블랙홀에 가까운 차가운 물질들에서 나오는 빛이다. 그 물질들이 블랙홀 주위를 빠른 속도로 돌기 때문에 도플러 효과에 의해 선이 넓게 보인다.
- 좁은 광 방출선(Narrow optical emission lines). 블랙홀에서 좀 멀리 떨어진 차가운 물질들에서 나오는 빛이다. 블랙홀에서 멀기 때문에 회전 속도도 그만큼 느리고 선은 좁아진다.
- 전파 연속 복사 방출(Radio continuum emission). 이것은 언제나 제트 때문이다. 싱크로트론 복사가 특징적인 스펙트럼을 나타낸다.
- 엑스선 연속 복사 방출(X-ray continuum emission). 제트에서도 나오고, 강착 원반의 뜨거운 코로나에서 나오기도 한다. 둘 중 어느 쪽이던 거듭제곱 스펙트럼을 나타낸다. 전파가 어두운 AGN에서는 보통 나오는 거듭제곱 엑스선에 더해서 연 엑스선 방출도 보이는데, 이 연엑스선이 왜 나오는 것인지는 아직 확실하지 않다.
- 엑스선 선방출(X-ray line emission). 차가운 중원소들이 엑스선 연속 복사에 의해 형광발광하는 것으로, 6.4 keV 전후의 철(鐵)선이 잘 알려져 있다. 이 선은 좁을 수도 있고 넓을 수도 있다.

## 활동 은하의 종류
AGN은 두 가지의 종류로 나누는 것이 편리하며, 그 둘을 관습적으로 전파 대역에서 어두운(radio-quiet) 것과 밝은(radio-loud)이라고 부른다. 전파 대역에서 밝은 경우 AGN의 광도 대부분을 제트가 차지한다. 전파 대역에서는 확실히 제트의 기여도가 크고, 다른 대역에서도 제트가 큰 기여도를 나타낼 수 있다. 전파 대역에서 어두운 경우에는 제트 및 제트의 방출을 무시할 수 있기 때문에 좀더 단순해진다.
AGN의 하위 유형들의 용어는 물리적 차이보다 발견 및 분류의 역사적 맥락에 따라 정해지기 때문에 다소 혼란의 여지가 있다.

### 전파가 어두운 AGN
- 저전리 핵 방출선 영역(LINER). 이름을 보면 알 수 있다시피, 이것들은 약하게 전리된 원자들의 방출선만 잘 보이고 AGN 방출의 다른 특징들은 보이지 않는다. 모든 LINER이 AGN이 맞는지(다시 말해 초대질량 블랙홀의 강착으로 에너지를 얻는지)는 논란의 여지가 있다. 만약 맞다면, LINER은 전파가 어두운 AGN 중 광도가 가장 낮은 부류를 이룰 것이다.
- 세이퍼트(Seyfert). 세이퍼트는 AGN의 하위 분류로서 가장 먼저 정립된 축에 속한다. 세이퍼트는 가시광에서 핵연속복사방출을 보이고, 좁은선과 때때로 넓은선, 때때로 강한 엑스선 방출, 매우 드물게 약한 전파 제트를 나타낸다. 세이퍼트는 1형 세이퍼트와 2형 세이퍼트로 다시 나뉜다. 1형은 넓은 방출선이 강하게 나타나지만 2형은 그렇지 않다. 그리고 1형에서 저에너지 엑스선 방출이 보다 강하게 나타나는 것 같다. 세이퍼트 AGN을 품고 있는 은하는 대부분 나선은하 또는 불규칙은하이다.
- 전파가 어두운 퀘이사(QSO). 사실 상 세이퍼트 1형이 더 밝아진 버전이다. 전파가 어두운 퀘이사와 세이퍼트 1형 사이의 구분은 임의적이며, 보통 가시광 대역의 등급을 끊어서 구분한다. 퀘이사는 매우 강한 가시광 연속복사방출, 엑스선 연속복사방출, 가시광 대역의 넓고 좁은 방출선을 나타낸다. 일부 천문학자들은 이 AGN들을 "준성천체"(QSO)라고 부르고, 전파가 밝은 퀘이사만을 퀘이사라고 부르기도 한다. 그렇지 않은 천문학자들은 둘 다 그냥 퀘이사라고 하고 "전파가 밝은 퀘이사", "전파가 어두운 퀘이사"로 구분한다. 퀘이사를 품고 있는 은하는 나선은하일 수도 있고, 불규칙은하일 수도 있고, 타원은하일 수도 있다. 퀘이사를 품은 은하의 질량과 퀘이사의 광도 사이에는 상관관계가 존재하며, 이에 따라 밝은 퀘이사를 품은 은하는 대부분 질량이 큰 은하(타원 은하)이다.
- 2형 퀘이사(Quasar 2). 2형 세이퍼트에 대응되는 존재로, 퀘이사와 유사한 광도를 나타내지만 퀘이사에서 나타나는 강한 핵연속복사방출이나 넓은선방출은 없다. 매우 드문 존재이나, 후보가 될 만한 천체는 많이 발견되어 있다.

### 전파가 밝은 AGN
여기서는 은하핵의 특징에 관해서만 다룰 터이니, 제트를 비롯한 은하 전반의 특징에 대해서는 전파은하를 참조할 것.
- 전파가 밝은 퀘이사. 위의 QSO와 완전히 동일하나, 제트 방출선이 더해진다는 것이 차이점이다. 이에 따라 가시광 대역의 연속복사방출, 좁고 넓은 방출선, 강한 엑스선 방출, 전파 방출이 나타난다.
- 블레이자(Blazar). 밝기가 빠르게 변하고, 가시광, 전파, 엑스선 방출이 편광되어 있다. 도마뱀자리 BL 천체(BL Lac)와 가시 광격변 퀘이사(OVV 퀘이사)의 두 종류가 있다. BL Lac는 가시광 방출선이 보이지 않기 때문에, 이것을 품고 있는 은하의 스펙트럼을 살펴야 적색편이를 측정할 수 있다. 방출선은 본질적으로 결여되어 있거나 변광 요소에 의해 압도되어 보이지 않는다. 변광 때문에 안 보이는 것일 경우, 변광이 낮은 단계일 때 방출선이 보이게 될 수도 있다.[4] OVV 퀘이사는 일반적인 전파가 밝은 퀘이사와 비슷하지만, 빛이 빠르게 변한다. BL Lac와 OVV 모두 관측자의 시선 방향으로 상대론적 제트가 발생하여 변광이 발생하는 것으로 생각된다. 상대론적 효과는 제트의 광도와 변광 진폭을 증폭시킨다.

### 요약
위의 내용들을 정리하면 다음 표와 같다.
| 은하 유형   | 활동은하핵 | 방출선   | 방출선          | 엑스선   | 과잉     | 과잉     | 강한 전파 | 제트     | 변광 | 가시광선보다 전파가 훨씬 밝음 |
| 은하 유형   | 활동은하핵 | 좁은선   | 넓은선          | 엑스선   | 자외선   | 원적외선 | 강한 전파 | 제트     | 변광 | 가시광선보다 전파가 훨씬 밝음 |
| ----------- | ---------- | -------- | --------------- | -------- | -------- | -------- | --------- | -------- | ---- | ----------------------------- |
| 일반 은하   | 없음       | 약함     | 없음            | 약함     | 없음     | 없음     | 없음      | 없음     | 없음 | 없음                          |
| 스타버스트  | 없음       | 있음     | 없음            | 어느정도 | 없음     | 있음     | 어느정도  | 없음     | 없음 | 없음                          |
| 세이퍼트 I  | 있음       | 있음     | 있음            | 어느정도 | 어느정도 | 있음     | 매우적음  | 없음     | 있음 | 없음                          |
| 세이퍼트 II | 있음       | 있음     | 없음            | 어느정도 | 어느정도 | 있음     | 매우적음  | 있음     | 있음 | 없음                          |
| 퀘이사      | 있음       | 있음     | 있음            | 어느정도 | 있음     | 있음     | 어느정도  | 어느정도 | 있음 | 10%                           |
| 블레이자    | 있음       | 없음     | 어느정도        | 있음     | 있음     | 없음     | 있음      | 있음     | 있음 | 있음                          |
| BL Lac      | 있음       | 없음     | 없거나 희미     | 있음     | 있음     | 없음     | 있음      | 있음     | 있음 | 있음                          |
| OVV         | 있음       | 없음     | BL Lac보다 강함 | 있음     | 있음     | 없음     | 있음      | 있음     | 있음 | 있음                          |
| 전파은하    | 있음       | 어느정도 | 어느정도        | 어느정도 | 어느정도 | 있음     | 있음      | 있음     | 있음 | 있음                          |

## 우주론에서의 쓰임
가시광 대역에서든 전파 대역에서든, 적색편이가 가장 큰 천체들의 대부분을 활동은하들이 차지하고 있다. 적색편이가 크다는 것은 곧 지구에서 멀리 떨어져 있다는 바, 광도가 매우 큰 활동은하들이 멀리 떨어져도 잘 보이는 것이다. 활동은하들은 여전히 초기우주 연구에 있어 중요한 역할을 하고 있지만, 현재는 AGN을 통해 알아낸 초기 우주는 적색편이가 큰 "전형적" 은하에 대해 편향되어 있다고 생각되고 있다.
보다 흥미로운 점은 AGN의 진화에 관한 연구이다. 초기 우주에서는 광도가 큰 AGN들이 많았던 것으로 생각된다. 여기서 생각할 수 있는 점은 (1) 초대질량 블랙홀이 일찍이 형성되었고 (2) 광도가 큰 AGN이 형성될 수 있는 환경(은하의 중심 근처에 존재하는 차가운 기체의 양 따위)이 현재보다 초기 우주에 더 흔했다는 것이다. 또한 이것은 한때 밝은 퀘이사였던 많은 천체들이 지금은 광도가 떨어졌으며, 또는 아예 꺼져버렸을 수도 있음을 시사한다. 광도가 작은 AGN들은 큰 적색편이에서 관측이 어렵기 때문에, 이것들의의 진화는 깊이 이해되지 못하고 있다.

## 같이 보기
- 전파은하
- 퀘이사
- 초대질량 블랙홀
- M-시그마 관계
- 상대론적 제트